# San Carlos (navío)
El San Carlos fue un navío de línea español, construido en el Real Astillero de la Habana según el sistema «a la inglesa» de Jorge Juan. Botado en 1765 y de acuerdo con el sistema de clasificación de la Royal Navy, quedaba encuadrado como navío de línea de primera clase, tras sufrir dos importantes reacondicionamientos.

## Construcción
El ánimo de su construcción vino inspirado por la pérdida de un anterior San Carlos, de 80 cañones nominales y perdido en astillero durante la toma de la Habana de 1762. La construcción del buque fue encargada la misma ciudad, donde se colocó la quilla el 18 de abril de 1764, siendo dirigida la misma por el constructor D. Pedro de Acosta. El barco fue botado el 30 de abril de 1765. Inicialmente el San Carlos fue un navío de línea de dos cubiertas y 80 cañones, líder de su clase homónima. Fue el primer buque construido por el sistema inglés en La Habana, tras la destrucción del Real Astillero en 1762 con la ocupación británica. Su coste de producción ascendió a los 116 000 pesos. Inicialmente fue considerado como un buque resistente, pero de poco andar.
En 1782 el barco fue desarmado en el Arsenal de La Carraca. Se le instaló una cubierta adicional, lo que elevó su artillería a 94 cañones.
En 1801 ingresó en el Arsenal de Cartagena para ser carenado, donde fue reconvertido a navío de línea de tres cubiertas y 112 cañones. Tras las pruebas de navegación no se diferenciaba gran cosa de los navíos de la clase Santa Ana, aunque sus proporciones seguían la impronta de los navíos diseñados según el sistema de Jorge Juan, ganando en propiedades.
Después de las modificaciones que se prolongaron durante tres años y concluidas en diciembre de 1804, el armamento del barco consistió en 30 cañones de 24 libras en la cubierta inferior, 32 cañones de 24 libras en la cubierta intermedia y 32 cañones de 12 libras en la cubierta superior. Además de éstos, había 16 cañones de 8 libras en el alcázar y castillo de proa, así como cuatro obuses de 36 libras, 24 libras y 4 libras cada uno.

## Historia
El 12 de enero de 1767 el barco partió de La Habana rumbo a Cádiz con la Flota de Nueva España al mando de Agustín Antonio de Idiáquez. La tarea de la flota era escoltar seis buques de carga. Llegó a Cádiz el 13 de marzo con una carga por valor de más de 15 millones de pesos. El barco partió de Cádiz el 19 de mayo con destino a Cartagena y luego a Ferrol, donde permaneció entre 1768 y 1779.
El barco partió de Ferrol el 13 de marzo de 1779 con la flota de Arce con destino a La Coruña al mando de Pablo Vicente Lasaña y luego a Cádiz, de donde partió el 23 de junio como buque insignia de la flota de Luis de Córdova para la I expedición al Canal de la Mancha. De camino, la flota se encontró con la flota francesa de Louis Guillouet d'Orvilliers cerca de las Sisargas, capturó un convoy británico y amenazó al Reino Unido con un desembarco que no llegó a materializarse. La flota regresó a Brest el 13 de septiembre, de donde partió el 13 de enero de 1780 con la escuadra de Gastón hacia La Graña. Los otros barcos de la escuadra eran San Vicente Ferrer, Ángel de la Guarda y Septentrión. La escuadra llegó a La Graña el 29 de enero, donde el buque recibió mantenimiento en marzo y abril.
En 1782 aumentó su artillería y sumó una cubierta más en el Arsenal de La Carraca, regresando a La Habana el 11 de junio de 1788, desde donde partió nuevamente a Cádiz. El barco fue puesto en reserva al llegar.
El buque fue restituido al servicio y zarpó el 14 de abril de 1790 como buque insignia de Francisco Javier Morales de los Ríos y de Pineda, con Sebastián Ruiz de Apocada y Eliza al mando. Regresó a Cádiz el 8 de septiembre, donde fue devuelto a reserva el 30 de septiembre. El barco se encontraba en mantenimiento en abril de 1792, siendo su capitán Francisco Ordóñez.
En abril de 1793 el barco partió de Cádiz con destino a Cartagena escoltando un cargamento de caudales para el Ejército, siendo las fragatas Diana y Soledad las portadoras del cargamento. Zarpó de Cartagena el 5 de mayo como buque insignia de Francisco Javier Melgarejo y Rojas y se incorporó a la escuadra de Francisco Javier de Uriarte y Borja para la expedición a Cerdeña al mando de Joaquín de Zayas y Echeverri, recalando en Barcelona al término de la expedición. El barco regresó a Cartagena el 11 de julio, de donde había partido el 8 de agosto, con el mando de Juan Obando. El barco todavía pertenecía a la escuadra de Borja. El buque llegó a Cádiz el 14 de agosto, de donde partió el 15 de abril de 1794 como buque insignia de la escuadra de Pedro de Cárdenas y Blancardi compuesta por cuatro navíos de línea, dos fragatas y un bergantín. La misión del escuadrón era escoltar seis buques de carga a La Habana, donde llegaron el 15 de junio.
El barco estaba en La Habana el 15 de agosto de 1794, en la flota de Gabriel de Aristizábal y Espinosa, comandada por Enrique Macdonnell. Partió de La Habana el 27 de febrero de 1795 con el Europa, protegiendo un convoy a Cádiz, donde llegó el 19 de abril con un cargamento de 9 millones de pesos en tesoros y otros bienes. El 2 de agosto de 1796 el barco zarpó de Cádiz con la escuadra del Marqués del Socorro (José Solano Bote), escoltando a la escuadra del contraalmirante Joseph de Richery al mando de Pedro de Cárdenas y Blancardi.
El barco partió de Cádiz el 26 de septiembre de 1796 con la escuadra de Juan de Lángara para el Mediterráneo como buque insignia de Juan Joaquín Moreno de Mondragón, siendo su capitán Juan Suárez. Llegó a Cartagena el 2 de diciembre, donde permaneció en el astillero desde 1801, donde sería reconvertido en navío de línea de tres cubiertas y 112 cañones. Antes de esto, tuvo tiermpo de participar en el rescate de buques franceses tras la Batalla de Algeciras. El barco volvió al servicio activo en diciembre de 1804 comandada por Luís Mesia, siendo el segundo al mando el capitán de navío D. José Ussel de Guimbarda, quedando encuadrado en la escuadra del teniente general de D. José Justo Salcedo y Araúco.
El 9 de agosto de 1805 el barco pasó a ser buque insignia de Antonio Bonio Villalonga. En marzo de 1807 fue desarmado en Cartagena, pero volvió al servicio el 21 de julio de 1807. A principios de 1810, el buque estaba en Cádiz, desde donde fue trasladado a Cartagena para armarse, a solicitud del Reino Unido, junto con los navíos Fernando VII y San Pablo. En mayo, los británicos renovaron la solicitud de traslado del buque, que había venido desde Cartagena y Cádiz y estaba fondeado en Gibraltar, para trasladarse a Mahón, constatando que buena parte de su tripulación era inglesa y que tenía muchos amarres y cables en mal estado. En julio se determinó su definito traslado a Mahón. El motivo del traslado fue el avance francés en España y el traslado tenía como finalidad evitar que el barco acabase capturado por los franceses. A tal fin se desplazó al puerto de Mahón junto con los navíos Fernando VII, Neptuno, Glorioso, San Francisco de Paula y San Justo.
Fue dado de baja del registro naval en 1819 y por falta de carena se perdió en 1829 en Cartagena, no habiendo constancia de la existencia del buque con posterioridad